# Питър Галахър
Питър Галахър (на английски: Peter Gallagher) е американски актьор. Роден е на 19 август 1955 г. в Ню Йорк, но израства в Армънк, Ню Йорк. Завършва университета Тафт.
Участва във филма „Последният дебат“ (2000).

## Частична филмография
- Кое е това момиче? (2016)
- Закон и ред: Специални разследвания (2014– )
- Тайнствени афери (2010 – 2014)
- Как се запознах с майка ви (2012)
- Треска за шоу 2: Включи се (2008)
- Ориндж Каунти (2003 – 2007)
- Празникът на Вси Светии (2001)
- Защита (2001)
- Последният дебат (2000)
- Треска за шоу (2000)
- Американски прелести (1999)
- Виртуална мания (1998)
- Джони Скидмаркс (1998)
- Мъжът, който знаеше твърде малко (1997)
- Титаник (1996)
- На Джилиън за 37-ия рожден ден (1996)
- Последен танц (1996)
- Клуб Хайлайф (1995)
- Докато ти спеше (1995)
- Момчетата на мама (1994)
- Играчът (1992)
- Секс, лъжи и видео (1989)